# Jitka Antošová
Jitka Antošová (Děčín, Checoslovaquia, 13 de marzo de 1987) es una deportista checa que compitió en remo. Su hermana Lenka compitió en el mismo deporte.
Ganó tres medallas en el Campeonato Europeo de Remo entre los años 2007 y 2011. Participó en dos Juegos Olímpicos de Verano, ocupando el sexto lugar en Pekín 2008 y el séptimo en Londres 2012, en la prueba de doble scull.

## Palmarés internacional
| Campeonato Europeo | Campeonato Europeo  | Campeonato Europeo | Campeonato Europeo |
| Año                | Lugar               | Medalla            | Prueba             |
| ------------------ | ------------------- | ------------------ | ------------------ |
| 2007               | Poznań (Polonia)    | Medalla de oro     | Doble scull        |
| 2009               | Brest (Bielorrusia) | Medalla de plata   | Doble scull        |
| 2011               | Plovdiv (Bulgaria)  | Medalla de bronce  | Doble scull        |